# Labour Party (Zuid-Afrika)
De South African Labour Party (Afrikaans: Suid-Afrikaanse Arbeidersparty, Nederlands: Zuid-Afrikaanse Arbeiderspartij) was een politieke partij in Zuid-Afrika die bestond van 1910 tot 1958. Doel van de partij was de belangen van de blanke arbeiders behartigen, die de gekleurde arbeiders zagen als een bedreiging voor hun positie. De partij was voorstander van rassenscheiding in Zuid-Afrika.
De partij moet niet verward worden met de Labour Party die in 1969 werd opgericht om de belangen van de Kleurlingen te behartigen.

## Ideologie
De Labour Party was een sociaaldemocratische partij in de Europese traditie. Hierbij dient te worden aangemerkt dat sommige leden binnen de Labour Party duidelijk rechtser waren dan andere leden. Zo waren Creswell en Sampson rechtser dan Madeley.
De partij was niet geïnteresseerd in de rechten van niet-blanken. Het ging hen uiteindelijk om rechten van de blanke Engelstalige arbeiders in de industrie die zich bedreigd voelden door Indische en zwarte arbeiders die hun werk evengoed zouden kunnen doen voor een lager loon. 

## 1910-1928

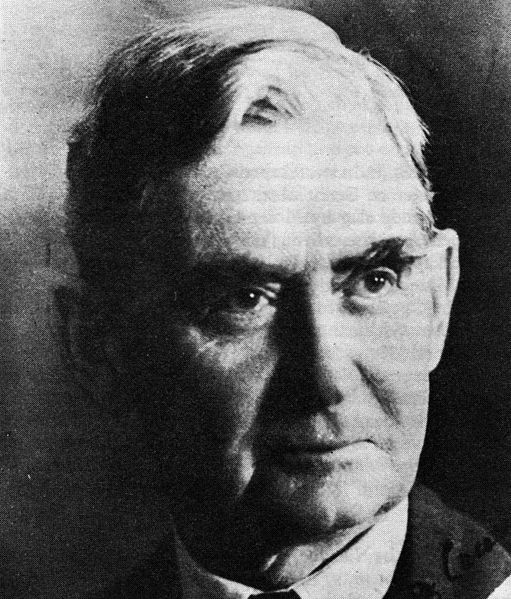
Frederic Creswell

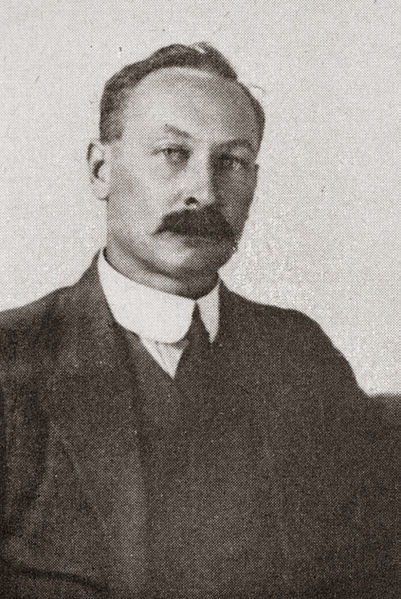
Walter Madeley

De South African Labour Party (LP) ontstond in januari 1910 door de samensmelting van twee kleinere Arbeiderspartijen in de Kaapkolonie en Transvaal. De eerste partijleider was de in Engeland geboren kolonel Frederic Creswell. De eveneens Britse Henry Sampson werd tot eerste voorzitter van de LP gekozen. Voornaamste doelstelling van de LP was de Engelstalige blanke arbeiders in Zuid-Afrika te beschermen. Volgens Creswell en de zijnen liepen de Engelstalige arbeiders in de mijnbouw kans hun baan te verliezen ten gunste van de (goedkopere) Indiërs en zwarte Afrikanen. Bij de parlementsverkiezingen in 1910 won de LP 4 zetels in de Volksraad.
Bij opvolgende verkiezingen groeide de LP gestaag. In 1923 sloot de LP een electoraal pact met de Nasionale Party van J.B.M. Hertzog met als doel bij de aankomende verkiezingen de regerende Suid-Afrikaanse Party van premier Jan Smuts te verslaan. Bij de parlementsverkiezingen van 1924 behaalden de Nasionale Party en de Labour Party een meerderheid en vormden een kabinet onder leiding van Hertzog. Creswell en Thomas Boydell werden als ministers opgenomen in het kabinet. 
Walter Madeley, een Labourvoorman die in 1925 als minister van PTT en Openbare Werken tot het kabinet was toegetreden, zorgde voor een rel toen hij in zijn hoedanigheid van minister een niet-blanke vakbond toestond. Premier Hertzog eiste het aftreden van Madeley, maar die piekerde hier niet over. Als gevolg hiervan trad het kabinet terug. Hertzog vormde opnieuw een kabinet, maar nu zonder Madeley, die leider werd van een oppositiegroep binnen de LP. 

## 1928-1934
Vanwege de onrust binnen de LP leed de partij bij de parlementsverkiezingen van 1929 een grote nederlaag. Van de 18 zetels die de partij in 1924 behaalde bleven er maar 5 over. De Labour-malcontenten onder leiding van Madeley - die de steun had van het hoofdbestuur - wist drie zetels te veroveren. Hoewel de Nasionale Party van Hertzog een absolute meerderheid in het parlement verwierf, zette Hertzog zijn coalitie met de Labour Party voor. 
Binnen de LP bleef de onrust voortduren. In 1933 besloten de leiders van de regerende Nasionale Party en de oppositionele Suid-Afrikaanse Party, respectievelijk premier Hertzog en Smuts, om een electoraal pact aan te gaan voor de verkiezingen van dat jaar. Bij de verkiezingen van 1933 behaalde dit electoraal pact een absolute meerderheid van 136 zetels zetels. De Labour-groep rond Creswell bleef steken op 2 zetels, de groep rond Madeley kreeg ook 2 zetels. 

## 1934-1945
In 1934 fuseerden de Nasionale Party en de Suid-Afrikaanse Party tot de Verenigde Party. De relevantie van de Labour Party nam nu snel af. In 1938 trad Creswell af als leider van de Labour Party en werd hij opgevolgd door Madeley. In 1939 trad de Labour Party toe tot de "oorlogscoalitie" van generaal Smuts, die Hertzog als premier was opgevolgd. Madeley werd nu opnieuw minister. Algemeen wordt aangenomen dat de Madeley meer geïnteresseerd was in de belangen van niet-blanken dat zijn collega's binnen de LP. Onder zijn leiding schoof de LP dan ook wat op naar links. In 1943 behaalde de LP voor het eerste sinds jaren weer een electoraal succes toen 9 Labour-kandidaten in het parlement werden gekozen.

## 1945-1958
In 1945 trad de Labour Party uit de oorlogscoalitie en kwam weer in de oppositie terecht. In 1948 verloor de LP - ondanks een pact met de Verenigde Party - 3 zetels en bleef steken op 6. In 1953 verloor men weer een zetel. Bij de parlementsverkiezingen van 1958 behaalde de LP maar 2670 stemmen, bij lange na niet genoeg voor een zetel in het parlement. Kort na de verkiezingen werd de Labour Party ontbonden.

## Verkiezingsresultaten
- 1910: 4 zetels
- 1915: 4 zetels
- 1920: 21 zetels
- 1921: 9 zetels
- 1924: 18 zetels
- 1929: 5+3 zetels (Creswell-groep en Hoofdbestuur)
- 1933: 2 zetels
- 1938: 3 zetels
- 1943: 9 zetels
- 1948: 6 zetels
- 1953: 5 zetels
- 1958: 0 zetels